# Stiebsdorf

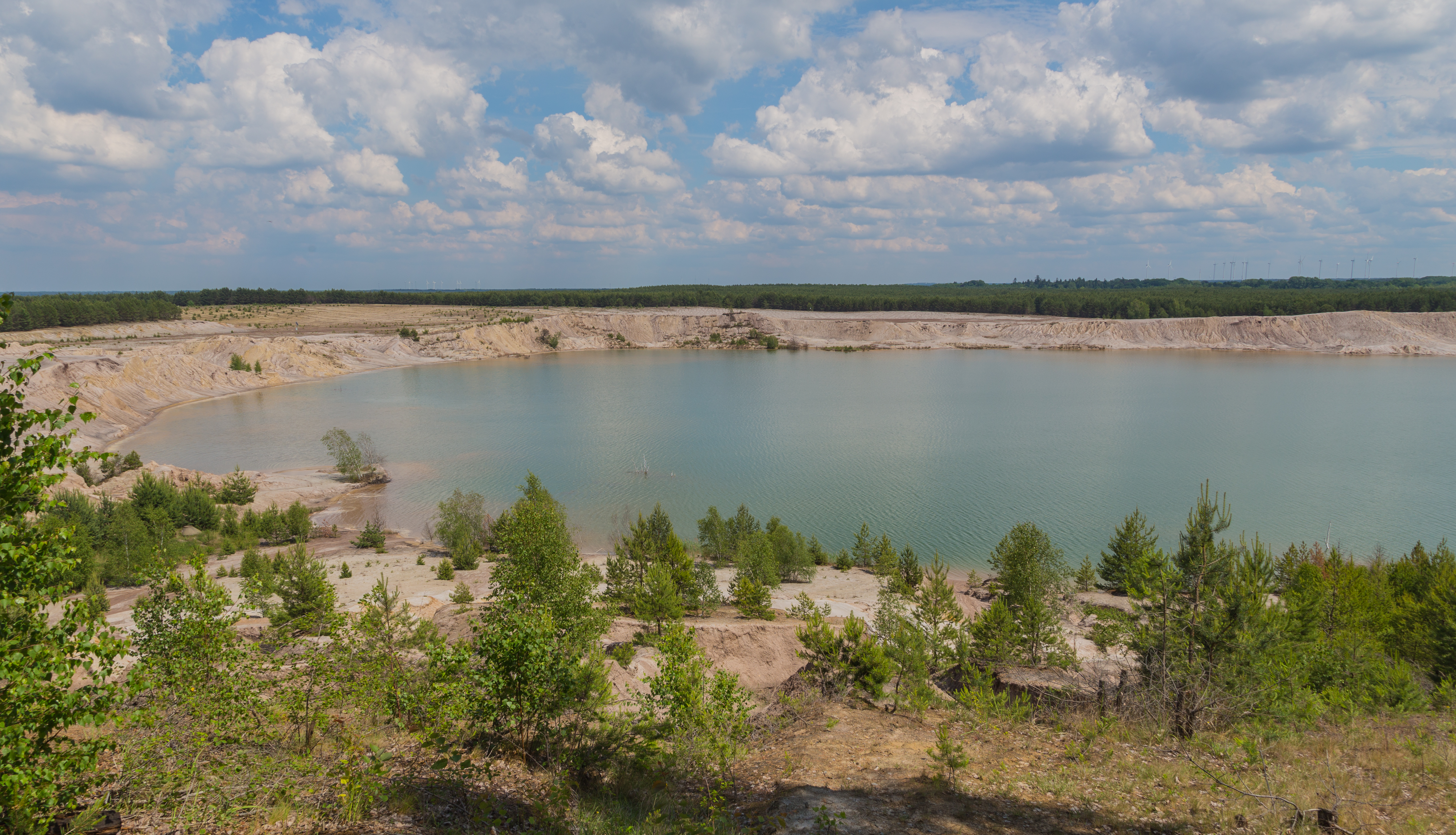
Der heutige Stiebsdorfer See in der Nähe der ehemaligen Ortslage Stiebsdorfs

Stiebsdorf (niedersorbisch Sćiwojce) war ein Dorf in Brandenburg, das zwischen 1981 und 1983 dem Braunkohletagebau Schlabendorf-Süd weichen musste. Stiebsdorf war zuletzt ein Ortsteil der ehemaligen Gemeinde Fürstlich Drehna, einem heutigen Ortsteil der Stadt Luckau im Landkreis Dahme-Spreewald.

## Lage
Stiebsdorf lag in der Niederlausitz, etwa zwei Kilometer nordwestlich von Fürstlich Drehna und zehn Kilometer Luftlinie südöstlich der Stadt Luckau. Umliegende Ortschaften waren Wanninchen im Norden, Pademack im Nordosten, Gliechow im Osten, Fürstlich Drehna im Südosten, Bergen im Südwesten sowie Beesdau im Nordwesten.

## Geschichte
Stiebsdorf wurde erstmals im Jahr 1486 unter dem Namen Stivestorff urkundlich erwähnt. Der Ortsname ist von einem slawischen Personennamen abgeleitet, vermutlich von Stibor. Der sorbische Ortsname Sćiwojce bedeutet vermutlich ehrenvoller Kämpfer. Eine Besiedelung des Ortsgebietes von Stiebsdorf kann bis in die Jungsteinzeit nachgewiesen werden.
Der Ort gehörte früher zur Herrschaft Drehna. Ab 1597 gehörte es der Adelsfamilie von Minckwitz, bis spätestens 1636 wurde der Ort zusammen mit Wanninchen von Hans Friedrich von Minckwitz erworben, der dafür allerdings die Orte Erpitz und Garrenchen verlor. Ab 1697 befand sich das Dorf im Besitz der Familie von Promnitz und ab 1807 gehörte Stiebsdorf den Grafen von Lynar. Etwa um das Jahr 1800 wurde eine Schäferei im Ort erwähnt. Laut der Topographisch-statistischen Übersicht des Regierungsbezirks Frankfurt a. d. O. aus dem Jahr 1844 hatte Stiebsdorf in diesem Jahr 66 Einwohner in 14 Wohngebäuden. Das Dorf hatte ein Vorwerk sowie die bereits zuvor erwähnte Schäferei. Stiebsdorf war nach Fürstlich Drehna eingepfarrt. 1867 hatte der Ort 107 Einwohner. Im selben Jahr wurde auch eine Windmühle erwähnt, diese wurde 1864 errichtet. 1877 verkaufte Graf Moritz zu Lynar die Herrschaft Drehna mit ihren zugehörigen Orten an die Reederfamilie Wätjen aus Bremen.
Das zu Stiebsdorf gehörende Vorwerk umfasste insgesamt 482 Hektar Land, davon waren 342 Hektar Wald- und 140 Hektar Ackerflächen. Von der Ackerfläche wurden wiederum 80 Hektar von den Ortsansässigen Bauern zum Eigenbedarfsanbau genutzt. Das Dorf war landwirtschaftlich geprägt, die Bewohner Stiebsdorfs lebten überwiegend von Viehzucht. Zudem wurde wie in vielen Dörfern der Umgebung Fischzucht betrieben. In der Nähe von Stiebsdorf befand sich der „Große Teich“, der früher größte Teich der Niederlausitz. Dieser wurde 1893 trockengelegt. Des Weiteren gab es in Stiebsdorf eine Ziegelei, die bis 1917 betrieben wurde. Zudem gab es einige Kiesgruben. Die Kinder des Dorfes gingen in Fürstlich Drehna zur Schule. Bis Mitte des 19. Jahrhunderts hatte Stiebsdorf auch sorbischsprachige Einwohner, ´danach ist das sorbische langsam aus dem Sprachgebrauch verschwunden.
Beim Wiener Kongress im Jahr 1815 wurden nach der Niederlage des Königreiches Sachsen Gebietsabtretungen an das Königreich Preußen beschlossen, die auch die Gemeinde Stiebsdorf betrafen. Seitdem gehörte die Gemeinde zum neu gegründeten Landkreis Luckau im Regierungsbezirk Frankfurt in der preußischen Provinz Brandenburg. Bei der DDR-Kreisreform am 25. Juli 1952 wurde der Landkreis Luckau in Kreis Luckau umbenannt und stark verkleinert, Stiebsdorf blieb jedoch Teil des Kreises. Am 6. August 1964 wurde Stiebsdorf nach Drehna, heute Fürstlich Drehna, eingemeindet. Der Ort war Teil des Lausitzer Braunkohlereviers. 1975 begann der Aufschluss des Tagebaus Schlabendorf-Süd, für den Stiebsdorf zum Abriss vorgesehen war. Zwischen 1981 und 1983 wurde das Dorf devastiert, 60 Einwohner wurden in umliegende Orte umgesiedelt. Nahe der alten Ortslage erinnert ein Gedenkstein an Stiebsdorf.

## Einwohnerentwicklung
| Jahr | Einwohner | Jahr | Einwohner | Jahr | Einwohner |
| ---- | --------- | ---- | --------- | ---- | --------- |
| 1875 | 74        | 1925 | 97        | 1946 | 81        |
| 1890 | 84        | 1933 | 81        | 1950 | 79        |
| 1910 | 90        | 1939 | 65        |      |           |